# Journey Into Imagination
Journey Into Imagination est une attraction du pavillon Imagination! du parc Epcot à Walt Disney World Resort qui a ouvert le 5 mars 1983 et fut transformée par deux fois depuis son ouverture. Le pavillon Imagination! avait jusqu'en 1995 le même nom que l'attraction.
Trois versions de l'attraction peuvent être dénombrée. Toutes ont comporté le personnage de Figment, un petit dragon mauve. L'attraction utilise aussi le système de transport omnimover et une chanson composée par les frères Sherman, One Little Spark sous forme lyrique ou instrumentale, qui sert de base à la version originale et la version actuelle.
L'attraction devait être dupliquée dans le parc WestCOT en Californie mais, le projet ayant été annulé, elle ne fut pas construite.

## L'attraction et ses versions
- Ouvertures et fermetures
  - Journey Into Imagination : 5 mars 1983[1] au 10 octobre 1998
  - Journey Into Your Imagination : 1er octobre 1999 au 8 octobre 2001
  - Journey Into Imagination With Figment : 2 juin 2002
- Durée : 14 min
- Type : parcours scénique en omnimovers
- Situation : 28° 22′ 21″ N, 81° 33′ 05″ O

### Journey Into Imagination(1983-1998)
Cette version originale de l'attraction ouvrit le 5 mars 1983 et reste considérée par de nombreux fans comme la meilleure. L'attraction a fermé le 10 octobre 1998 afin de subir une rénovation. La mise à jour transforma l'attraction en une nouvelle version.
L'attraction débute avec les véhicules semblant flotter parmi les nuages. Ils ressemblent à un croisement entre un dirigeable et un aspirateur semblant attendre le signal du départ du pilote en vrombissant. Le visiteur approche enfin du vaisseau et du pilote, un vieil homme à la barbe rousse en costume bleu marine et un haut-de-forme sur la tête. Il se présente comme Dreamfinder et raconte qu'il utilise son engin, appelé Dream Mobile (certains fans le surnomment l'attrapeur de rêve), pour collecter les rêves et idées afin de créer tout un monde de nouvelles choses.

Rapidement il crée avec un fragment de son imagination un personnage, Figment (signifiant création de l'esprit), qui sort d'une porte située au fond de la pièce et qui apporte assez d'idées pour remplir le sac-réservoir de la Dream Mobile (elles seront ensuite vu dans l'attraction). Dreamfinder prévient Figment qu'avant de créer quelque chose, il faut retourner au Dreamport, qu'il déclare être toujours à proximité si on utilise son imagination.
Ensuite le visiteur abandonne la Dream Mobile et entre dans la salle de stockage du Dreamport, qui comprend une imposante machine pour stocker les idées, ressemblant à une machine à laver. De nombreux objets sont disséminés dans la pièce telle qu'une boîte à applaudissements, une boule à plasma et une cage à oiseaux-notes de musique.

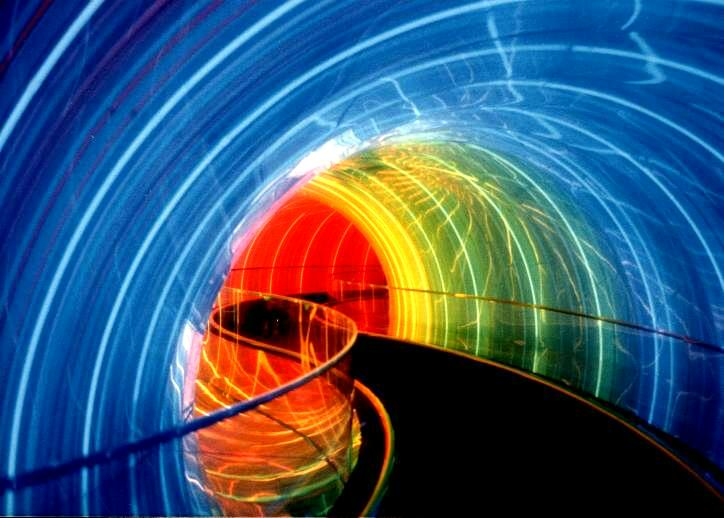
le Tunnel arc-en-ciel dans l'attraction.

Ensuite le visiteur traverse différentes salles basées sur l'art, la littérature, les arts du spectacle et la science.
- La salle de l'Art est de couleur blanche, comme une toile de tableau. Un grand Dreamfinder utilise un énorme pinceau en fibre optique pour peindre, il est accompagné de Figment qui porte un pot de couleur arc-en-ciel et d'un carrousel d'animaux en origami.
- La salle de la Littérature est orientée sur les histoires à suspense. Dreamfinder est représenté jouant sur un imposant orgue émettant des mots, se transformant en pensées. Sur un présentoir se trouve un énorme livre sur lequel est juché le corbeau d'Edgar Allan Poe qui croasse méchamment. Figment tente de garder fermer d'autres livres hébergeant d'horribles monstres.
- La salle des arts du spectacle présente Figment en proie avec les costumes en coulisse tandis que Dreamfinder dirige avec un spectacle de lumière laser comme un chef d'orchestre.
- La salle des Sciences contient une grosse machine manipulée par Dreamfinder. Elle permet de regarder de plus près les œuvres de la nature comme la croissance des plantes, la formation des cristaux ou de contempler l'espace.

À la fin Dreamfinder déclare à Figment et au public que l'imagination est la clé pour ouvrir les portes des merveilles cachées de notre monde. La scène finale, dans laquelle le visiteur est photographié, montre des photos du personnage Figment dans différents métiers : scientifique, alpiniste, pirate, superhéro, danseur, capitaine de bateau, cowboy et athlète.
Dreamfinder qui se trouve derrière une caméra nous donne un dernier message d'inspiration et 
indique que l'on peut utiliser nos nouvelles étincelles d'imagination dans la salle d'exposition ImageWorks ainsi que nos photos.

### Journey Into Your Imagination(1999-2001)
À l'occasion de la cérémonie du nouveau Millénaire, le pavillon reçut une rénovation importante.
Les visiteurs sont présents dans l'Institut Imagination pour être les sujets d'une expérience, une nouvelle invention baptisée le Scanner à imagination. Le docteur Nigel Channing, joué par l'acteur Eric Idle, prend le rôle de guide.
L'attraction commence avec une traversée du scanner par les visiteurs et Channing déclare que les visiteurs n'ont pas assez d'imagination. Le docteur décide donc d'envoyer les visiteurs à travers les nombreux laboratoires de l'institut : le son, l'illusion, la couleur, la gravité et les connexions.
- Dans la salle du son, le visiteur est plongé dans un silence total et une complète obscurité. Lentement, différents sons se font entendre : le grésillant d'un cricket, les bruit lointain d'une ville, l'approche d'un train qui se rapproche de plus en plus et semble passer à travers le public.
- Dans la salle des illusions, un poisson nage à l'intérieur et à l'extérieur de son bocal et un papillon apparaît et disparaît dans une cage.
- Dans le laboratoire des couleurs, de nombreux cris d'animaux de la ville et de la jungle provoquent sur deux grands écrans des changements de couleurs en fonction du son.
- Dans le laboratoire des connexions des étoiles forment des constellations
- Enfin dans le laboratoire de la gravité, le visiteur pénètre dans une pièce inversée.

Le visiteur retraverse alors le scanner et est déclaré rechargé en imagination et prêt à aller dans l'atelier de ImageWorks.
Les apparitions de Figment étaient réduites à des brèves entrevues dans les films de la file d'attente, une constellation dans le laboratoire des connexions et à la fin du film pour un petit coucou.
Cette absence du seul personnage imaginaire de tout le parc EPCOT dans Journey Into Your Imagination a provoqué la plus importante plainte concernant une attraction de l'histoire de Walt Disney World. Comme il est écrit dans Epcot at Walt Disney World: An Imagineer's-Eye Tour, « même les imagineers peuvent changer d'avis », cette phrase se poursuit par une explication du fait que Disney a sous-estimé l'attachement du public au personnage de Figment, conçu par Tony Baxter.
Afin de réintégrer le personnage de Figment, cette version a fermé le 8 octobre 2001, et une version où Figment joue un rôle plus important a été mise en place en 2002.

### Journey Into Imagination With Figment(depuis 2002)
Cette dernière version ouvrit le 2 juin 2002 à la suite d'une fronde importante contre la disparition de Figment. Pour cette raison, le petit dragon réapparait dans chaque scène de la version précédente mais ce n'est pas le cas de son compagnon humain, Dreamfinder. De plus la chanson One Little Spark est elle aussi rétablie avec de nouvelles paroles.
L'Institut Imagination propose d'explorer les cinq sens de l'homme : la vue, l'ouïe, l'odorat, le toucher et le goût. Le Dr Nigel Channing fait toujours office de guide dans l'institut qui fait porte-ouverte mais il est accompagné de Figment qui cause de nombreux dégâts. Les salles comportent plus ou moins les mêmes effets que précédemment.
- Dans la salle de l'ouïe, Figment interrompt l'expérience pour amener un téléphone et le train de un train de pensée.
- Dans la salle de la vue, Figment s'amuse avec les couleurs de la salle et entame une chanson pour une étincelle.
- Dans la salle de l'odorat, Figment devient un putois et les visiteurs souffrent de son odeur.

Channing dispute Figment après avoir constaté les dégâts provoqués par le dragon. Figment nous emmène alors dans sa propre demeure qu'il a totalement renversé avec son esprit insouciant. Channing apprend alors de Figment que l'imagination doit être sans barrière et le visiteur peut alors rejoindre le final. De nombreuses créations de l'esprit, Figment et Channing chantent le thème ensemble avant que les visiteurs débarquent pour le What If Labs.
L'opinion sur cette nouvelle version est assez mitigée (elle est retrouvable sur les sites de fans), certains déclarent que le personnage de Figment est devenu trop insupportable et qu'ils espèrent une nouvelle version ramenant Dreamfinder tandis que d'autres sont juste satisfaits du retour du dragon.
Dans cette version, les imagineers font quelques références à leurs travaux ou à des productions Disney :
- L'une des portes de bureau du Disney Institute porte le nom de Dean Finder, un hommage à Dreamfinder
- Les blousons de la salle informatique comporte une lettre M rouge sur le dos, en référence au Medfield College, le lycée fictif où se sont déroulés des films comme Monte là-d'ssus (1961) ou L'Ordinateur en folie (1969).
- La partition de musique utilisée par Figment comme deltaplane est celle de One Little Spark.